# Nasza Przeszłość
Nasza Przeszłość. Studia z dziejów Kościoła i kultury katolickiej w Polsce – półrocznik wydawany w Krakowie przez Instytut Teologiczny Księży Misjonarzy. 

## Historia
Pismo zostało założone w 1946 roku przez ks. dr hab. Alfonsa Schletza. Nie wychodziło w latach 1949–1956.
Zakres tematyczny publikowanych w piśmie artykułów to: studia z dziejów diecezji, zakonów i parafii, biografie ludzi Kościoła, studia nad działalnością misyjną, a także historia sztuki sakralnej i inne. W roku 1990 nakład pisma sięgał 1 tys. egzemplarzy. Redakcja mieści się w Krakowie.

## Redaktorzy
- 1946–1980 – ks. dr hab. Alfons Schletz[1]
- 1981–1982 – ks. dr Tadeusz Gocłowski[1]
- 1982–2003 – ks. dr Jan Dukała[1]
- 2004–2011 – ks. dr Stanisław Rospond[1]
- od 2012 – ks. dr Wacław Umiński[1]